# Pont de l'Alma
Pont de l'Alma är en bro över floden Seine i Paris, Frankrike. Bron passerar också över trafikleder som går längs floden. Den fick sitt namn för att fira minnet av slaget vid Alma under Krimkriget, där den ottomansk-frankisk-brittiska alliansen vann över den ryska armén 1854. Bron är också känd för att vara platsen för en bilolycka som orsakade döden av Diana, prinsessa av Wales 1997.

## Historik
Byggandet av en bågbro ägde rum mellan 1854 och 1856. Den ritades av Paul-Martin Gallocher de Lagalisserie och invigdes av Napoleon III den 2 april 1856. Varje sida av båda de två pirerna var dekorerad med en staty av militär natur: en Zouave och en grenadjär av Georges Diébolt och en skärmskytt och en artillerist av Arnaud.

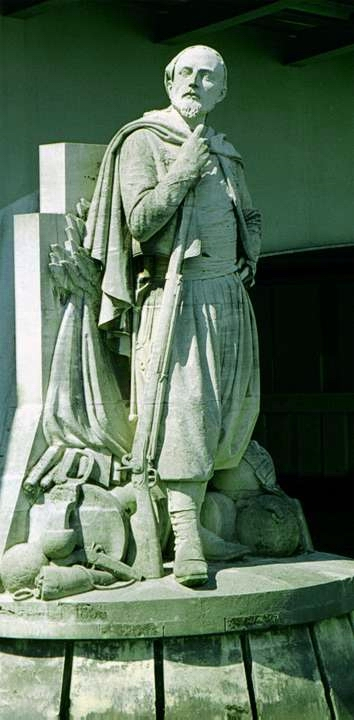
Zouave-statyn

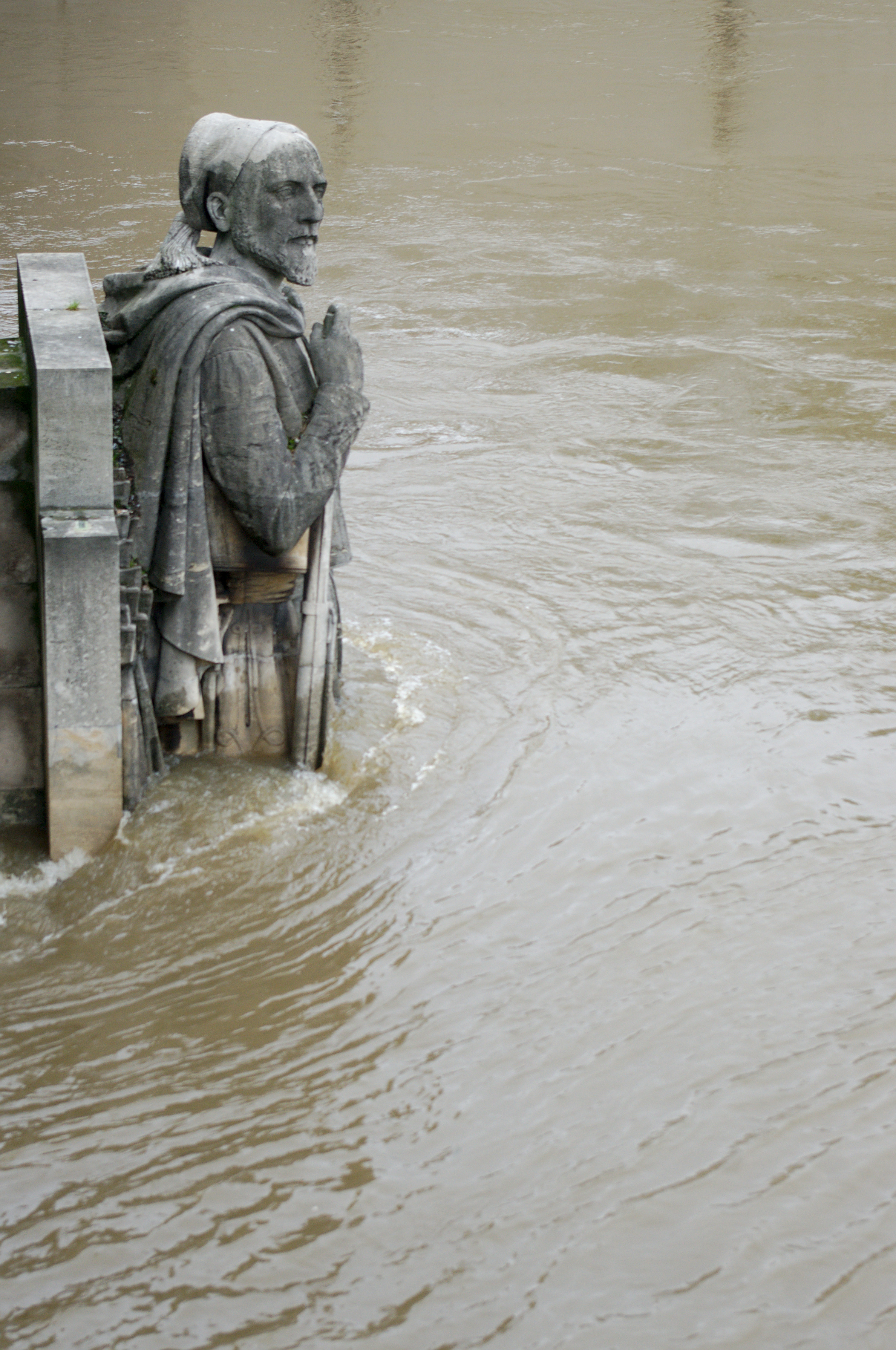
Zouave-statyn, delvis under vatten den 3 juni 2016

Allmänheten tog den ursprungliga bron som ett mätinstrument för vattennivåer i tider av översvämningar av Seine: tillgång till gångvägarna vid flodvallarna stängdes vanligtvis när Seines nivå nådde foten av Zouave. När vattnet träffade hans lår var floden oframkomlig för sjöfart. Under den stora översvämningen av Seine 1910 nådde nivån hans axlar. Den franska civilförvaltningen använde Pont de la Tournelle, inte Pont de l'Alma, för att mäta översvämningsnivåer, och sedan 1868 använder de Pont d'Austerlitz.
Bron genomgick en total ombyggnad till en balkbro åren 1970 och 1974, eftersom den hade blivit för trång för att ta emot den ökande trafiken både på och under den. Dessutom hade strukturen sjunkit cirka 80 centimeter. Endast statyn av Zouave behölls: Skirmisher flyttades till Gravelle Stronghold i Vincennes, grenadjären till Dijon och artilleristen till La Fère.

### Prinsessan av Wales Dianas död

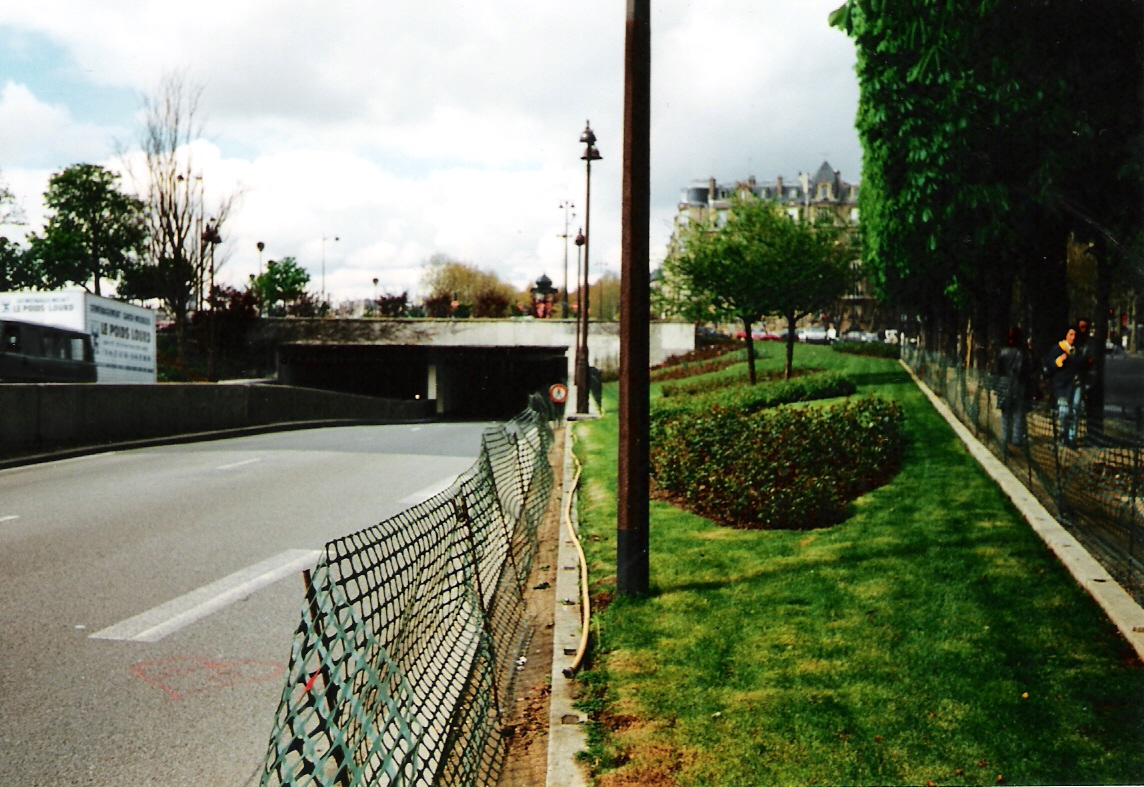
Infarten till Pont de l'Alma-tunneln i april 1998, platsen där Dianas bil kolliderade med en vägpelare och sedan träffade väggen

Bron ligger i anslutning till Pont de l'Alma-tunneln där Diana, prinsessan av Wales och tre andra var inblandade i en dödlig bilolycka den 31 augusti 1997. De jagades av paparazzi och deras chaufför körde under påverkan av alkohol. The Flame of Liberty (fullbordad 1987), vid brons norra ände har blivit ett inofficiellt minnesmärke över Diana. Torget heter nu officiellt Place Diana. Tunneln är känd som en svart olycksfläck från 1982 till 1997 eftersom det inträffade 11 dödsfall i området.

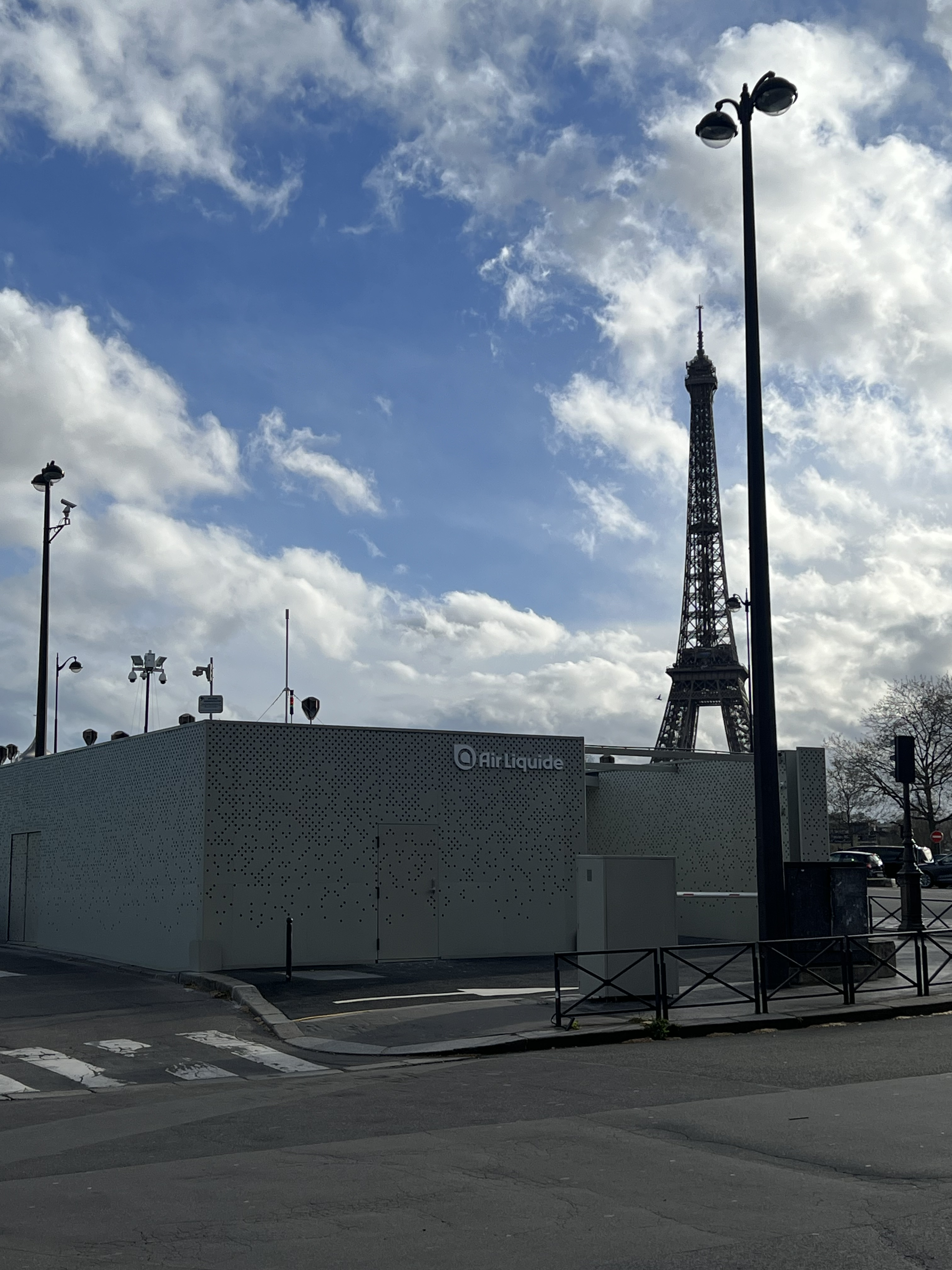
Air Liquide vätgasstation vid Pont de l'Alma